# アラカルフ語族
アラカルフ (Alacalufan) 語族またはカウェスカル (Kawesqaran) 語族は南アメリカの小さな語族である。これらと他のアメリカの語族との確実な関連性が見出されたことはない。  

## 言語
初期の語彙はアラカルフ語族が3つの言語からなっていたことを示している。その三つは南アラカルフ語（語彙は Fitz-Roy 1839 と Hyades & Deniker 1891）、中央アラカルフ語（語彙はBorgatello 1928, Marcel 1892, and Skottsberg 1913）、非常に危機に瀕した変種であるカウェスカル語である。 
地名を証拠として、カカウフア語（Kakauhua,存在しない言語）がアラカルフ語族に含まれていると主張されることがある。 
グアイカロ語は、中央アラカルフ語かカウェスカル語の方言であったかもしれない。 